# Алмаматово
Алмаматово (мар. Алмамат) — деревня в Сернурском районе Республики Марий Эл России. Входит в состав Кукнурского сельского поселения.

## География
Деревня находится в северо-восточной части республики, в зоне хвойно-широколиственных лесов, к югу от реки Коньги, на расстоянии примерно 38 километров (по прямой) к северо-северо-западу от посёлка городского типа Сернур, административного центра района. Абсолютная высота — 129 метров над уровнем моря.

### Климат
Климат характеризуется как умеренно континентальный, с умеренно холодной снежной зимой и относительно тёплым летом. Среднегодовая температура воздуха — 2,3 °С. Средняя температура воздуха самого тёплого месяца (июля) — 18,2 °C (абсолютный максимум — 38 °C); самого холодного (января) — −13,7 °C (абсолютный минимум — −47 °C). Безморозный период длится 4 месяца с середины мая до середины сентября. Среднегодовое количество атмосферных осадков составляет 491 мм, из которых около 352 мм выпадает в период с апреля по октябрь.

### Часовой пояс
Деревня Алмаматово, как и вся Марий Эл, находится в часовой зоне МСК (московское время). Смещение применяемого времени относительно UTC составляет +3:00.

### История
Название восходит к имени первопоселенца Федора Алмаметова. Имя "Алмамат" восходит к тат. < араб. äлмäхмäт/алимухаммад ‘природный ум, смекалка, здравый смысл’.  
В 1858 году в починке Алмаматово проживали 26 мужчин и 33 женщины. В 1884-1885 годах в 5 дворах проживали 37 человек, мари. Им принадлежало 111, 5 дес. земли. Содержали 14 лошадей, 21 корову, 34 головы мелкого скота. Один из жителей деревни владел заведением по дублению кож. В 1917 году часть крестьян имела сельхозорудия: веялку, молотилку с конным приводом. К этому времени основным занятием населения было земледелие. Также занимались охотой, рыболовством, пчеловодством, садоводством. Многие выращивали ячмень для продажи.
В 1924 году деревню Алмаматово с населением 47 человек передали в состав Сернурского кантона МАО. В 1926 году здесь находилось 9 дворов. В 1931 году был создан колхоз "Якорь", переименованный позднее в имени Ворошилова. В 1940 году в нем состояло 26 дворов, проживали 108 человек. На фермах содержали 6 голов крупного рогатого скота, 17 овец, 1 пчелосемью, 15 лошадей. Председателем работал Н.Н. Алмаметов.
В годы Великой Отечественной войны на фронт были призваны 16 человек, 10 погибли.
В 1949 году в 13 домах проживали 21 мужчина и 41 женщина. Основными направлениями деятельности колхоза были животноводство и земледелие. Сеяли рожь, ячмень, коноплю, просо, выращивали овощи, картофель. В 1950 году в деревне размещалась центральная усадьба колхоза "Новый путь", который возглавлял Н.Н. Черепанов. В дальнейшем деревня входила в колхоз имени Калинина, совхозы "Казанский", "Кукнурский". Дети обучались в Ерофеевской и Лапкинской начальных школах, в Родионовской семилетней школе. В 1975 году в 13 хозяйствах проживали 49 жителей. С 1988 года деревня находилась в составе совхоза "Эшполдинский". На ее территории находились магазин, телятник, артезианская скважина и 2 колодца, 9 домов, в том числе 1 пустующий. Проживали 18 человек, из них трудоспособных — 11. В 1996 году в 7 хозяйствах проживали 24 человека.

## Население
| 2002 | 2010 |
| ---- | ---- |
| 23   | ↘14  |

### Национальный состав
Согласно результатам переписи 2002 года, в национальной структуре населения марийцы составляли 100 %.